# Herbert Kroemer
Herbert Kroemer, nemški fizik, * 25. avgust 1928, Weimar, Weimarska republika, † 8. marec 2024.
Kroemer je leta 2000 z Alfjorovom in Kilbyjem prejel Nobelovo nagrado za fiziko »za razvoj polprevodniških heterostruktur, uporabljenih v optoelektroniki in elektroniki visoke hitrosti.«